# Kvinnerstatorps naturreservat
Kvinnerstatorps naturreservat är ett naturreservat i Örebro kommun i Örebro län.
Området är naturskyddat sedan 2022 och är 23 hektar stort. Reservatet ligger norr om Örebro och består av barrskog och blandskog på kalkrik mark.